# Чигмекатитланский миштекский язык
Чигмекатитланский миштекский язык (Central Puebla Mixtec, Chigmecatitlán Mixtec, Mixteco de la frontera Puebla-Oaxaca, Mixteco de Santa María Chigmecatitlán) — миштекский язык, на котором говорят в городе Санта-Катарина-Тлальтемплан штата Пуэбла, южнее города Пуэбла и на полпути в сторону границы со штатом Оахака, в Мексике. Остров миштеков окружён разновидностями пополукского и науатль языков. У чигмекатитланского диалекта очень низкая взаимопонятность с другими диалеками миштекского языка.

## Ссылка
- Чигмекатитланский миштекский язык на Ethnologue